# Футбольная ассоциация Новой Зеландии
Футбольная ассоциация Новой Зеландии (англ. New Zealand Football) — организация, осуществляющая контроль и управление футболом в Новой Зеландии. Основана в 1891 году как «Ассоциация футбола Новой Зеландии» (англ. New Zealand Soccer Association), член ФИФА с 1948 года.  
Наиболее известная команда — мужская сборная Новой Зеландии по футболу. Также включает в себя юниорскую сборную, женскую сборную, мужские и женские лиги. Включает в себя более 50 тыс. футболистов, в том числе 200 профессионалов.
Новая Зеландия дважды играла в финальной стадии чемпионатов мира в 1982 году в Испании и в 2010 году в ЮАР, где выбывала в первом круге. 
Уинтон Руфер, игрок команды в 1982 году, в сезоне 1992—93 стал чемпионом Германии в составе «Вердера» (Бремен) и по праву считается лучшим новозеландским футболистом в истории.